# Telepátia

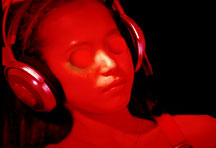
A Ganzfeld-kísérleteket számos kritika érte

A telepátia: közvetlen információátvitel két, egymástól bizonyos távolságra levő személy között, akiket a távolság megakadályoz abban, hogy a hagyományos módon, az érzékszerveikkel teremtsenek kapcsolatot egymással. A telepátia tehát olyan mentális kapcsolat, amelyhez egyetlen érzékszervüket sem veszik igénybe, olyan képesség, amikor az egyén érzékeli és megérti mások agyhullámait. Ide tartozik a gondolatolvasás is, amikor mások gondolatairól paranormális módon tudomást szerez valaki.

## Etimológia
Az elnevezés görög szavakból tevődik össze: tele (τῆλε), vagyis távoli és pathos (πάθος), vagyis érzékelés, vétel.

## Nézetek

#### Nem létezik
- Egyes tudósok kétségbe vonják (vonták) az érzékszerveken kívüli érzékelés, így a telepátia, mint jelenség létezését.[1][2] Nem volt elég tudományos bizonyíték arra, hogy a telepátia létező jelenség lenne. Számos kutatást végeztek a telepátia jelenségének detektálására, megértésére és felhasználására, de a közelmúltig nem sikerült jól kontrollált, megismételhető eredményekhez jutniuk a kutatóknak.[3][4][5][6]

Ennek ellenére sok ország nemzetvédelmi programjában próbálkoztak a telepátia módszerével.

#### Létezik
- Számos tudós hisz a létezésében.[8][9] A Harvard Egyetem kutatóinak kísérlete szerint lehetséges a telepátia.[10] 2018-ban a Washingtoni Egyetem kutatócsoportja hasonlóan vélekedett.[11] Brian D. Josephson brit Nobel-díjas fizikus a telepátiáról óvatosan úgy szólt, hogy "a hagyományos tudomány által máig még nem értett folyamat".[12]

A telepátia spontán esetei ugyan gyakran vitathatók, illetve a véletlen számlájára is írhatók, azonban a laboratóriumi kísérletek tanulsága alapján a jelenség nemcsak igazolt tudati képességnek tekinthető, de már különböző tulajdonságait is ismerjük.
- Sokak szerint a telepátia jelenség létezését bizonyítják többek közt az ikertestvérek. Gyakran fordul elő esetükben, hogy telepatikus képességeiket szinte a gondolatolvasás szintjére fejlesztik. Előfordul, hogy egymástól távol, más városokban élve is megérzik a másik fájdalmát vagy örömét. Ugyanakkor az ikrekéhez hasonló telepatikus kapcsolatra képesek olykor az édesanyák is. A spirituális tanok hívei a jelenséget azzal magyarázzák, hogy az energiaadó olyan tudati kapcsolatba lép a másik személlyel, melynek eredményeképpen ez utóbbi aktivizálja rejtett energiáit.[14]
- A buddhista[15] és hindu[16][17] irodalomban, továbbá a keresztény Bibliában[18][19][20] egyértelmű leírások vannak a telepátia és a tisztánlátás létező jelenségére.

a buddhizmusban lásd még: abhidzsnyá
a hinduizmusban lásd még: sziddhik
- A parapszichológia az extraszenzoriális percepció (ESP), azaz az érzékszerveken kívüli érzékelések körébe sorolja, amelyet hatodik érzéknek is neveznek.

## Esetek

### Krőzus
Hérodotosz görög történetíró megemlíti egyik munkájában, hogy Krőzus, Lüdia királya végezte el az egyik kísérletet a telepátiával és
clairvoyance-szal kapcsolatban. Krőzus szándékát persze nem feltétlen a kíváncsiság vezette: a perzsák ellen készült háborúzni.
Arra volt kíváncsi, hogy melyik jósda véleményében bízhat meg. 
A követeit elküldte a kor legismertebb jósdáihoz.  A követeknek a következő kérdésre kellett választ kapniuk: Mit csinál most Krőzus,
Lüdia királya? Krőzus a megadott napon egy teknősbékát és egy bárányt apró darabokra vágott fel, majd az egészet egy bronzfedővel letakart
nagy bronzedényben főzni kezdte. A feljegyzések szerint mindössze két helyes válasz érkezett. Ebből csak a delphoi jósda hexameterekben
megadott válasza maradt meg, melynek nyers fordítása a következő : 
Ismerem a tenger minden homokszemét, a tenger minden cseppjét. Hallom a némát, megértem a süketet. Egy páncélos teknős szagát érzem, amint bronzedényben együtt fő a bárány húsával. Bronz alapon nyugszanak és bronzzal vannak letakarva.
Krőzust annyira ámulatba ejtette a válasz pontossága, hogy hatalmas mennyiségű ajándékot küldött a delphoi jósdának, az Apolló-szentélyhez  és nemsokára a hadjárat kimenetelét illetően is jóslatot kért a delphoi jósdától.

### Lomonoszov
Lomonoszovról jegyezte le Sztolin akadémikus a következő történetet. Amikor Lomonoszov Németországból visszafelé hajózott Oroszországba, egyszer azt álmodta, hogy apja hajótörést szenvedett. Az álom nem hagyta nyugodni, és Pétervárra érkezve az első dolga volt, hogy bátyjától apja sorsa felől érdeklődjön. Megtudta tőle, hogy apja szokása szerint - a jég első felengedésekor kiment halászni. Azóta
négy hónap telt el, és sem ő, sem más nem tért vissza a legénységből, valószínűleg odavesztek. Lomonoszov nem tudott odautazni, így
bátyját küldte Holmogoriba a halászoknak szóló levél kíséretében, melyben kérte őket, hogy menjenek el a jégszigetre, kutassanak át
minden szegletet, és ha megtalálják apja holttestét, illően temessék el. Az emberek teljesítették kérését, és a megjelölt szigeten valóban megtalálták Vaszilij Lomonoszov holttestét. 

## Egyéb
Napjainkban az amerikai hadsereg kutatói a szintetikus telepátia kifejlesztésén dolgoznak, ahol a katonák gondolatok kiváltotta agyhullámait szenzorok rögzítik, majd beszéddé alakítva továbbítják azt egymás felé vagy a megfelelő helyre.
A telepátia gyakran megihleti a fikciós művek és a sci-fik szerzőit, sok esetben földönkívüli lények, szuperhősök és szupergonoszok rendelkeznek a telepátia képességével.

## Fordítás
- Ez a szócikk részben vagy egészben  a   Telepathy című angol Wikipédia-szócikk fordításán alapul.  Az eredeti cikk szerkesztőit annak laptörténete sorolja fel. Ez a jelzés csupán a megfogalmazás eredetét és a szerzői jogokat jelzi, nem szolgál a cikkben szereplő információk forrásmegjelöléseként.